# 灰光尾鲨
灰光尾鲨（学名：[Apristurus canutus] 错误：{{Lang}}：文本有斜体标记（帮助））为软骨鱼纲真鲨目猫鲨科光尾鲨属的鱼类。分布于大西洋以及南海、东海等海域。该物种的模式产地在背风群岛，体长可达43公分。